# Ahmet Tuna Kozan
Ahmet Tuna Kozan (* 1. Januar 1943 in Sivrice; † 20. Februar 1988) war ein türkischer Fußballspieler.

## Karriere

### Im Verein
Ahmet Tuna Kozan begann seine Karriere bei Karşıyaka SK. Drei Jahre lang spielte Kozan mit Karşıyaka SK in der 1. Liga. In der Saison 1963/64 stieg Karşıyaka SK ab, der Wiederaufstieg gelang nicht. Kozan wechselte zur Spielzeit 1965/66 zu Galatasaray Istanbul. 
Am 1. September 1965 gewann er mit Galatasaray den türkischen Pokal. Das Rückspiel des Pokalfinals fand drei Monate verspätet statt. Im Juni 1965 war Kozan noch Spieler von Karşıyaka SK. Am Ende der Saison 1965/66 gewann der Abwehrspieler ein weiteres Mal den türkischen Pokal. Im Sommer 1967 ging Ahmet Tuna Kozan zu Bursaspor. Dort spielte er vier Spielzeiten und beendete seine Karriere nach der Saison 1971/72 bei Sivasspor in der 2. Liga.

### In der Nationalmannschaft
Im Sommer 1960 wurde Kozan in den Kader der türkischen Olympiaauswahl berufen und nahm mit dieser an den Olympischen Sommerspielen 1960 teil. Hier absolvierte er alle drei Spiele seiner Mannschaft.

## Erfolge
Galatasaray Istanbul
- Türkischer Fußballpokal: 1965, 1966
- Cumhurbaşkanlığı Kupası: 1966